# Tom Forsyth
Pour les articles homonymes, voir Forsyth.
Thomas Forsyth, couramment appelé Tom Forstyh, né le 23 janvier 1949 à Glasgow, et mort le 14 août 2020, est un footballeur international puis entraîneur écossais. Il évoluait au poste de défenseur central et est principalement connu pour avoir joué 10 saisons aux Rangers FC. Il a fait partie du Rangers FC Hall of Fame.
Il compte 22 sélections en équipe d'Écosse.

## Biographie

### Carrière en club
Natif de Glasgow, il est formé à Motherwell, où il reçoit sa première sélection en équipe nationale, avant de signer pour les Rangers FC en octobre 1972 pour un montant de 40 000 £. Son style rugueux et ses tacles rageurs lui valent le surnom de Jaws, en référence au titre original du film Les Dents de la mer.
Son but victorieux (3-2) en finale de la Coupe d'Écosse en 1973 contre les rivaux du Celtic reste dans les mémoires[réf. nécessaire].
Après avoir fini sa carrière, il se reconvertit comme entraîneur au Dunfermline Athletic. Il devient ensuite l'adjoint attitré de son ancien coéquipier aux Rangers FC Tommy McLean, l'accompagnant dans ses postes successifs à Greenock Morton, Motherwell puis Heart of Midlothian.

### Carrière internationale
Tom Forsyth reçoit 22 sélections pour l'équipe d'Écosse (la première, le 9 juin 1971, pour une défaite 1-0, à l'Idrætsparken (en) de Copenhague, contre le Danemark en éliminatoires de l'Euro 72, la dernière le 11 juin 1978, pour une victoire 3-2, à l'Estadio Ciudad de Mendoza, contre les Pays-Bas en Coupe du monde 1978). 
Il n'inscrit aucun but lors de ses 22 sélections et porte une fois le brassard de capitaine, le 7 avril 1976, pour une victoire 1-0, à l'Hampden Park de Glasgow, contre la Suisse en match amical.
Il participe avec l'Écosse à la Coupe du monde 1978, aux éliminatoires de la Coupe du monde 1974, éliminatoires de la Coupe du monde 1978, aux éliminatoires de l'Euro 1972 et aux British Home Championships de 1976, 1977 et 1978.

## Palmarès

### Comme joueur
- Rangers FC :
  - Champion d'Écosse en 1974-75, 1975-76 et 1977-78
  - Vainqueur de la Coupe d'Écosse en 1973, 1976, 1978 et 1981
  - Vainqueur de la Coupe de la Ligue écossaise en 1976 et 1978
  - Vainqueur de la Glasgow Cup en 1975 et 1976

- Motherwell FC :
  - Champion de D2 écossaise en 1968-69